# Joker (Supermarkt)

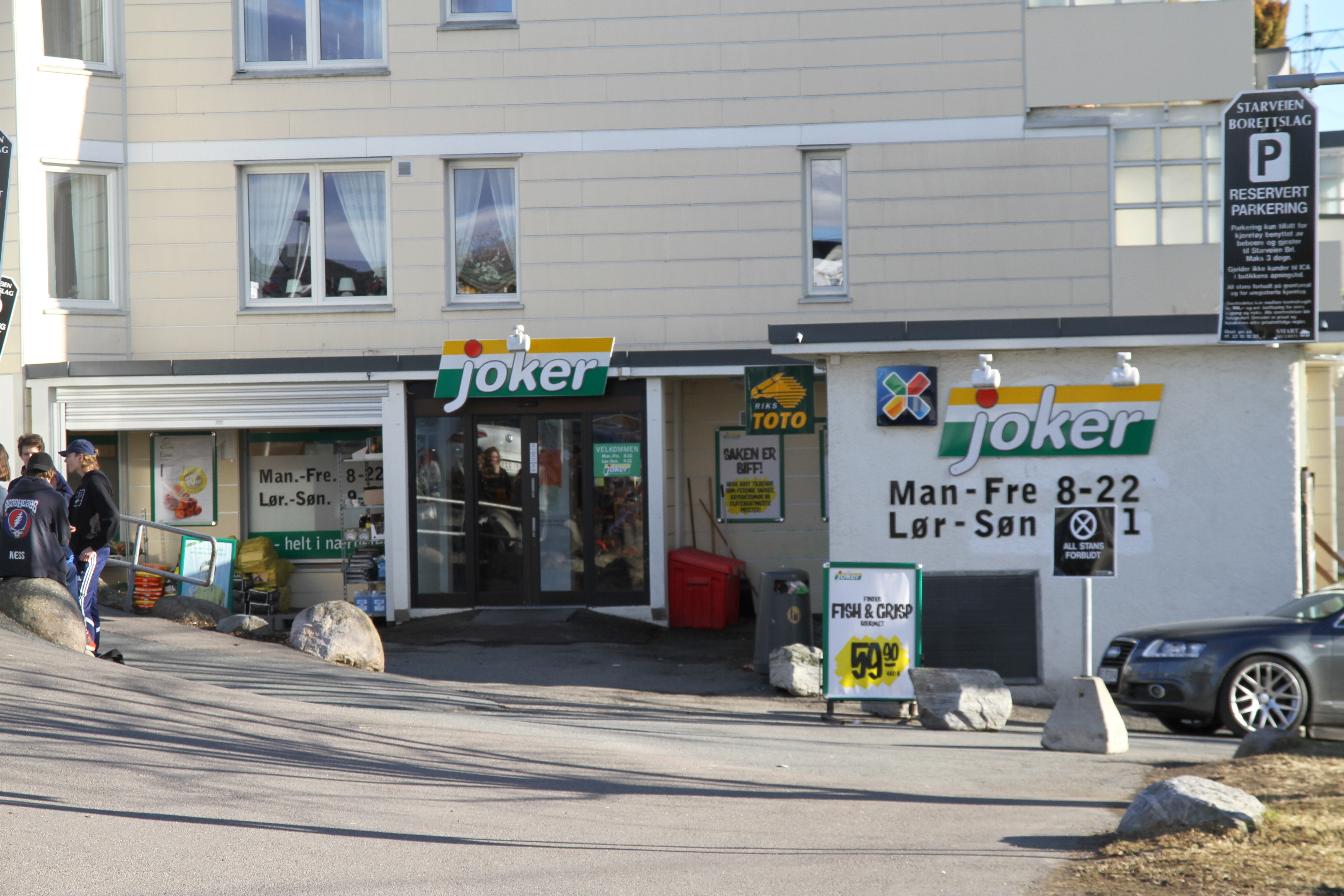
Joker in Oslo, 2017

Joker ist ein Lebensmittel-Discounter, der in Norwegen tätig ist. Im Jahr 2015 besaß das Unternehmen 452 Märkte in Norwegen. Viele davon haben eine Verkaufsfläche von unter 100 m² und dürfen daher auch am Sonntag geöffnet sein. Preislich gehören Joker-Märkte zum mittleren Preissegment.
Der Slogan der Joker-Kette lautet: „Joker – gleich nebenan“. 